# Thecla citima
Thecla citima är en fjärilsart som beskrevs av Edwards 1881. Thecla citima ingår i släktet Thecla och familjen juvelvingar. Inga underarter finns listade i Catalogue of Life.